# Celama delograpta
Celama delograpta är en fjärilsart som beskrevs av Turner 1944. Celama delograpta ingår i släktet Celama och familjen trågspinnare. Inga underarter finns listade i Catalogue of Life.